# Elizabeth Ponsonby
A Honorável Elizabeth Ponsonby (Londres, 28 de dezembro de 1900 – Idem, 31 de julho de 1940) foi uma aristocrata britânica que foi membro proeminente do Bright Young People, um grupos de jovens ricos bem relacionados que apareciam constantemente na imprensa sensacionalista contemporânea por seu estilo de vida extravagante.
Ponsonby foi a modelo para Agatha Runcible no romance Vile Bodies de Evelyn Waugh.

## Biografia

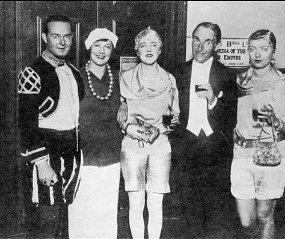
Ponsonby (no centro) com William Acton, Margot Bendir, Harry Melville e Babe Plunket-Greene numa festa à fantasia em 1928

Filha de Arthur Ponsonby, diplomata e ministro do Ministério das Relações Exteriores, mais tarde criado "Primeiro Barão Ponsonby de Shulbrede", Elizabeth nasceu na 9 Victoria Square, em Londres. Ela descendia dos Condes Ponsonby de Bessborough. Sua mãe, Dolly (1876–1963), era filha do compositor Hubert Parry. David Plunket Greene era seu primo.
Ao lado de Babe Plunket-Greene, Brian Howard e Edward Gathorne-Hardy, Ponsonby foi considerada uma das líderes do Bright Young People. Seu pai ficou descontente com sua notoriedade, comentando "Acho que ela foi feita para coisas melhores" e lamentando que ela fosse "famosa por suas brincadeiras extravagantes".
Ela morreu em 1940 em Londres, de acordo com seu irmão, Matthew, de alcoolismo.